# Wattwanderung

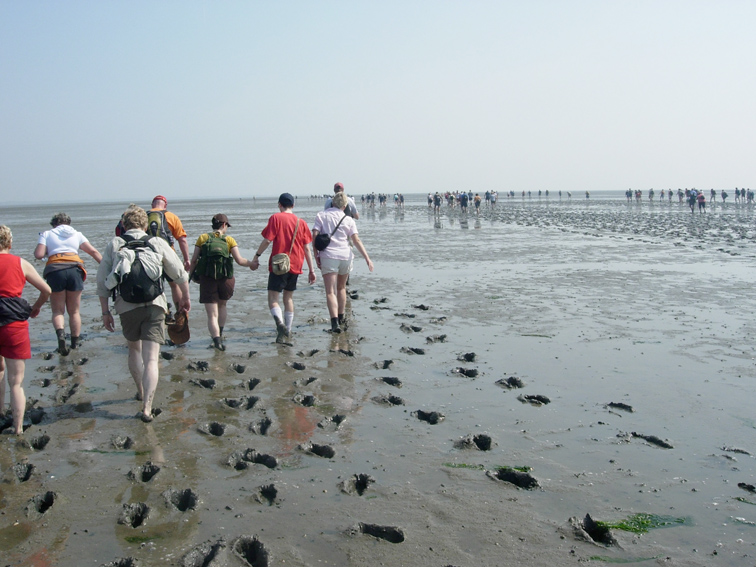
Wattwanderung

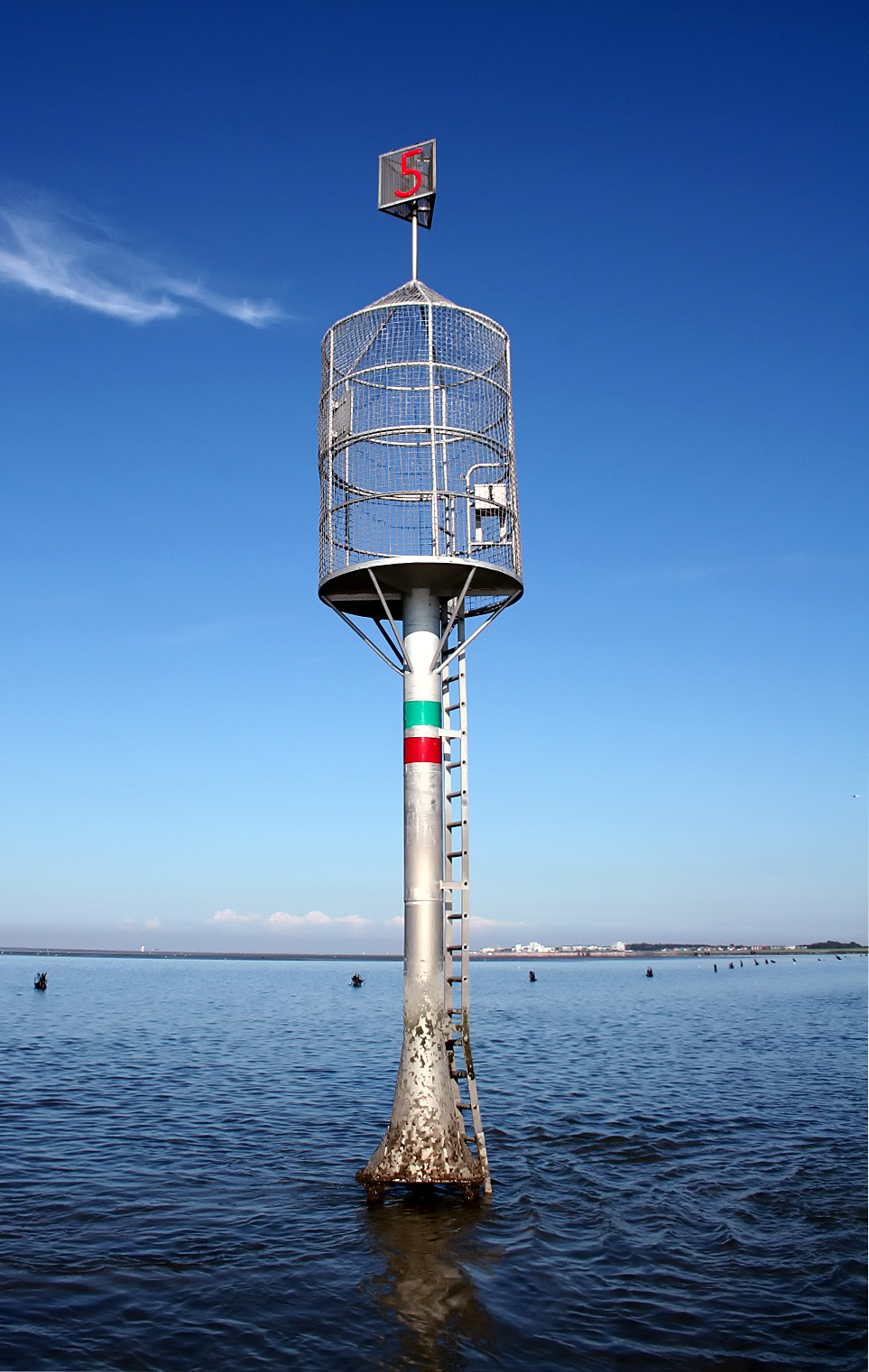
Rettungsbake für Wattwanderer vor Neuwerk

Unter Wattwandern versteht man eine Wanderung im Watt an den Küsten der Deutschen Bucht und europäischen Randmeeren des Atlantischen Ozeans. Diese ist nur möglich bei zurückgehender Tide und niedrigen Wasserständen (Ebbe). Das Wattenmeer bildete sich in der Nacheiszeit als 10–20 m mächtiger Sedimentkörper aus Sand und Schlick in unterschiedlichen Mischungsverhältnissen. Dieser umgibt die Inseln der Nordsee zum Teil. Hier gibt es Wattwanderwege, die meist nur ortskundigen Wattführern bekannt sind und deren Verläufe sich durch Einwirkungen des Gezeitenstroms ändern können. Sie sind nur ausnahmsweise mit Buschpricken markiert und weisen ortsabhängig auch Rettungsbaken auf, die Schutz für Wanderer in Notlagen bieten können.
2020/21 nahmen 30 % der Gäste an der deutschen Nordseeküste während ihres Aufenthaltes an einer organisierten Wattwanderung oder naturkundlichen Führung teil.

## Besonderheiten des Wattwanderns
Das Watt – der Meeresboden, der nur bei Niedrigwasser freiliegt – besteht aus Sand und Schlick. Dies ist eine sandig-tonig-kalkige Anschwemmung des Meeres mit organischen Beimischungen. Man unterscheidet zwischen Sandwatt, Mischwatt und Schlickwatt. Der für eine Wanderung am besten geeignete Boden sind das Sandwatt und das Mischwatt. Hier sinkt man nicht zu tief ein. Das Gehen fällt daher leichter. Sandwatt kann sehr hart sein, Schlickwatt ist hingegen schlammig. Man kann bis zu den Knien einsinken, in seltenen Fällen aber auch bis zur Hüfte.
Abhängig von der Art des Watts geht man gewöhnlich im Sand- und Schlickwatt barfuß oder wegen scharfkantiger Muscheln mit geschlossenen Schuhen. Im Sandwatt gilt das Laufen ohne Schuhe als angenehmer; die Füße erhalten eine natürliche Massage, zumal die fußtiefen Wasserpassagen im Sommer angenehm temperiert sind. Körperliche Bewegung in heilklimatisch wirksamem Reizklima ist bedingt durch die salzhaltige   Luft gesundheitsfördernd.
Eine Wattwanderung fernab der Küste sollte von unkundigen Personen nur in Begleitung eines Wattführers durchgeführt werden, da bei Flut zuerst die Priele geflutet werden und der Rückweg dadurch abgeschnitten werden könnte. Wattführer sind über die täglich wechselnden Gezeiten und den veränderlichen Verlauf der Priele informiert und planen entsprechend die Wanderung. Eine weitere Gefahr bildet Seenebel, der plötzlich auftreten kann und die Orientierung erschwert oder auch unmöglich macht. Im Watt ist auf Grund der Reflexion des Sonnenlichtes vom nassen Boden die Sonnenstrahlung sehr intensiv, was zu Sonnenbrand und milden Verbrennungen der Hornhaut führen kann. Muscheln können zu Verletzungen der Füße führen, Kälte und Wasser im Watt zu Unterkühlung.
Im Rahmen einer organisierten Wattführung kann man Informationen über den Naturraum Wattenmeer, die Lebewesen im Wattboden und die Wirkung der Gezeiten auf das Wattenmeer erhalten. Geführte Wattwanderungen werden von den meisten Fremdenverkehrsämtern und Naturschutzvereinen wie der Schutzstation Wattenmeer angeboten.
Das Wattenmeer ist Weltnaturerbe. Hier gelten Bestimmungen, die Nutzung und Zugänglichkeit verschiedener Bereiche gezielt reglementieren.  Zwischen Den Helder in Holland und Skallingen in Dänemark existiert eine zusammenhängende Kette von Nationalparks, in denen strengste Schutzbestimmungen im Naturschutz definiert sind, was in weiten Teilen ein generelles Betretungsverbot auslöst oder nur sehr wenige Begehungsmöglichkeiten für zulässig erklärt (Schutzzone 1). Die meisten Wattwanderrouten liegen in der weniger streng geschützten Zone 2 (Zwischenzone).

## Bekannte Wattwanderwege

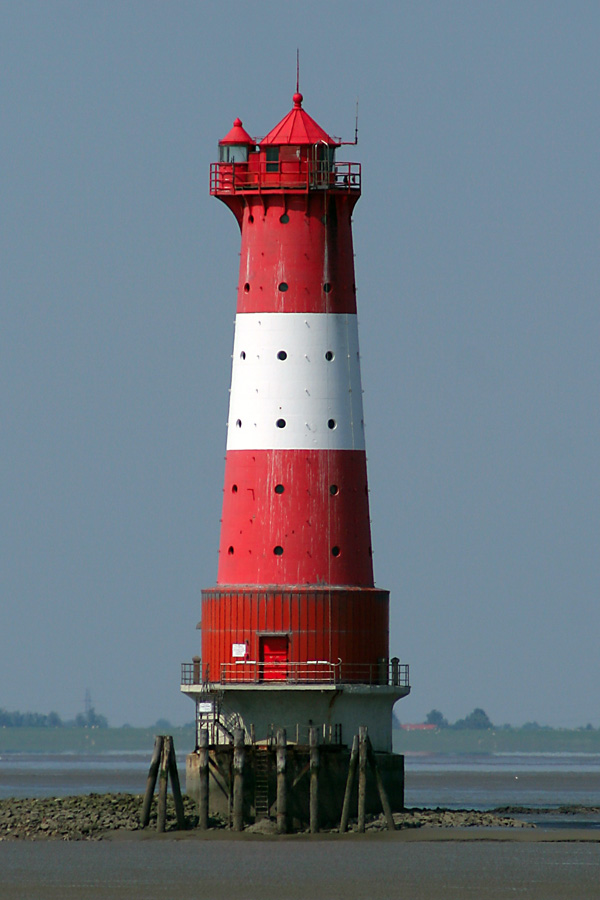
Leuchtturm Arngast bei Niedrigwasser

- Zwischen den Nordfriesischen Inseln Amrum und Föhr besteht ein acht Kilometer langer Wattenweg. Im Rahmen einer geführten Wanderung gelangt man bei Niedrigwasser nach Durchqueren von zwei etwa knie- bis hüfttiefen Prielen des Amrumtiefs kurz vor Amrum zu Fuß von einer zur anderen Insel. Eine geführte, etwa zehn Kilometer lange, durch schlickreiches Watt über die Föhrer Schulter verlaufende, von der Nordküste der Insel Föhr ausgehende Exkursion bis zum Festland wird derzeit nicht mehr angeboten; das Ziel war die Wattübergangstelle von Horsbüll/Emmelsbüll auf dem Festland. Diese Führung wurde auch in umgekehrter Richtung durchgeführt.
- Zu einigen Halligen im nordfriesischen Wattenmeer werden regelmäßig geführte Wanderungen angeboten, wie zwischen Dagebüll auf dem Festland und der Hallig Oland (Entfernung sechs Kilometer) und der Hallig Langeneß (Entfernung zehn Kilometer), sowie zwischen Schlüttsiel und der Hallig Gröde (Entfernung acht Kilometer) und von Lüttmoorsiel nach Nordstrandischmoor (Entfernung 4,5 Kilometer). Je nach Tide ist dann bei Flut eine anschließende Schiffstour möglich. Von Hallig Hooge aus finden regelmäßig Wattwandertouren zum Japsand statt; von Hooge zur (lediglich saisonal durch einen Vogelwart bewohnten) Hallig Norderoog hingegen nur in begrenztem Maße im Spätsommer, um das dortige Brutvögel-Biotop nicht zu stören. Von Pellworm aus werden geführte Touren zur Hallig Süderoog angeboten; sechs km sind dabei innerhalb einer Tide hin und zurück zu bewältigen. Zu Fuß durch das Watt ist von Pellworm aus auch Hooge unter naturkundiger Begleitung erreichbar; diese anspruchsvolle Tour dauert vier bis fünf Stunden und führt durch mehrere tiefe Priele.[2] Auch zur Hallig Südfall werden Wanderungen von Nordstrand aus durchgeführt; hier muss innerhalb einer Tide hin und zurück gelaufen werden; jedoch besteht auch das Angebot einer Kutschfahrt. Unzugänglich sind Hallig Habel und die Vogelinsel Trischen.
- Von den Cuxhavener Ortsteilen Duhnen und Sahlenburg bestehen zwei Wattwege, die sich unterwegs vereinen, zur Insel Neuwerk. Fußläufig kann in einer Tide nur jeweils ein Weg zurückgelegt werden. Von Sahlenburg und Duhnen werden auch Pferdewagen für die etwa acht bzw. zwölf Kilometer lange Tour eingesetzt. Von Neuwerk aus kann man bei Flut per Schiff nach Cuxhaven zurückkehren.
- Von Neuwerk führt ein Wattwanderweg an Nigehörn vorbei nach Scharhörn, der bei Niedrigwasser hin und wieder zurückgegangen werden muss. Die Insel Scharhörn darf außer bei offiziellen Führungen oder nach telefonischer Voranmeldung beim zuständigen Vogelwart nicht betreten werden.
- Der Arngaster Leuchtturm im Jadebusen-Watt ist bei Niedrigwasser zu Fuß erreichbar.
- Zu den Ostfriesischen Inseln Norderney, Baltrum, Spiekeroog und Minsener Oog werden regelmäßig Wanderungen durch das Watt angeboten. Wattwanderungen zur Insel Langeoog finden wegen erhöhter Erschwernis nur noch sehr selten statt. Zur westlichsten Insel Borkum besteht keine Wattwanderverbindung. Wanderungen zu den Inseln Wangerooge und Juist sind nicht erlaubt.
- In den Niederlanden kann man die Westfriesischen Inseln Terschelling, Ameland, Engelsmanplaat, Schiermonnikoog, Simonszand und Rottumeroog zu Fuß erreichen.
- Von Genêts in der Normandie vorbei an der unbewohnten Felseninsel Tombelaine zum Mont-Saint-Michel (sieben Kilometer) werden geführte Wanderungen angeboten. Sie finden von Ende April bis Oktober statt. In diesem Gebiet gibt es Treibsand.